# 大規模な葬儀の一覧
大規模な葬儀の一覧（だいきぼなそうぎのいちらん）では、参加者数とテレビ視聴者数の両方に基づいて歴史上の著名な葬儀を挙列する。

## 一覧
| 葬儀                                                                                        | 開催日                      | 開催地                                                                                  | 参加者数                        | テレビ視聴者数                |
| ------------------------------------------------------------------------------------------- | --------------------------- | --------------------------------------------------------------------------------------- | ------------------------------- | ----------------------------- |
| ユリウス・カエサルの葬儀                                                                    | 紀元前44年3月20日           | 古代ローマ共和国 ローマ                                                                 |                                 |                               |
| ルートヴィヒ・ヴァン・ベートーヴェンの葬儀                                                  | 1827年3月29日               | オーストリア帝国 ウィーン                                                               | ~20,000                         |                               |
| ヘンリー・ジョージの葬儀                                                                    | 1897年10月29日              | アメリカ合衆国 ニューヨーク州ニューヨーク                                               | 100,000                         |                               |
| 初代ウェリントン公爵アーサー・ウェルズリーの葬儀                                            | 1852年11月18日              | イギリス イングランド ロンドン                                                          | 1,500,000                       |                               |
| エイブラハム・リンカーンの葬儀と埋葬                                                        | 1865年4月19日-5月3日        | アメリカ合衆国 東部・中西部                                                             | ~7,000,000                      |                               |
| ヴィクトル・ユーゴーの国葬                                                                  | 1885年6月1日                | フランス共和国 パリ                                                                     | 2,000,000-3,000,000             |                               |
| アウグスト・スピース ジョージ・エンゲル アドルフ・フィッシャー アルバート・パーソンズの葬儀 | 1887年11月13日              | アメリカ合衆国 イリノイ州シカゴ                                                         | ~500,000                        |                               |
| ヴィルヘルム1世の葬儀                                                                       | 1888年3月12日-16日          | ドイツ帝国 ベルリン                                                                     | 200,000                         |                               |
| ヴィクトリア女王の葬儀                                                                      | 1901年2月2日                | イギリス セントジョージ礼拝堂                                                           |                                 |                               |
| ショーレム・アレイヘムの葬儀                                                                | 1916年5月13日               | アメリカ合衆国 ニューヨーク州ニューヨーク                                               | 250,000+                        |                               |
| ローザ・ルクセンブルク カール・リープクネヒトの葬儀                                         | 1919年6月13日               | ドイツ国 ベルリン近郊                                                                   | 200,000                         |                               |
| ウラジーミル・レーニンの葬儀                                                                | 1924年1月27日               | ソビエト連邦 モスクワ                                                                   |                                 |                               |
| ルドルフ・ヴァレンティノの葬儀                                                              | 1926年8月30日               | アメリカ合衆国 ニューヨーク州ニューヨーク                                               | 100,000+                        |                               |
| エンゲルベルト・ドルフースの葬儀                                                            | 1934年7月30日               | オーストリア連邦国 ウィーン                                                             | 1,000,000+                      |                               |
| パウル・フォン・ヒンデンブルクの葬儀                                                        | 1934年8月6日-7日            | ドイツ国 東プロイセン・ホーエンシュタイン タンネンベルク戦勝記念碑                      | 200,000                         | 数百万 (テレビではなくラジオ) |
| ヒューイ・ロングの葬儀                                                                      | 1935年9月12日               | アメリカ合衆国 ルイジアナ州バトンルージュ                                               | ~200,000                        |                               |
| ロマン・ドモフスキの葬儀                                                                    | 1939年1月7日                | ポーランド ワルシャワ                                                                   | 200,000                         |                               |
| ペドロ・アギーレ・セルダの国葬                                                              | 1941年11月28日              | チリ サンティアゴ                                                                       | 700,000                         |                               |
| マハトマ・ガンディーの葬儀                                                                  | 1948年2月6日                | インド連邦 ニューデリー                                                                 | 2,000,000+                      |                               |
| ベーブ・ルースの葬儀                                                                        | 1948年8月16日               | アメリカ合衆国 ニューヨーク                                                             | 75,000+                         |                               |
| エバ・ペロンの国葬                                                                          | 1952年8月9日                | アルゼンチン ブエノスアイレス                                                           | 3,000,000                       |                               |
| B・R・アンベードカルの葬儀                                                                  | 1956年12月6日               | インド マハーラーシュトラ州ムンバイ                                                     | 500,000+                        |                               |
| ジョン・F・ケネディの国葬                                                                   | 1963年11月25日              | アメリカ合衆国 ワシントンD.C.                                                           | 550,000                         | 41,500,000                    |
| ジャワハルラール・ネルーの国葬                                                              | 1964年5月28日               | インド デリー ニューデリー                                                              | 1,500,000                       |                               |
| サー・ウィンストン・チャーチルの国葬                                                        | 1965年1月30日               | イギリス イングランド ロンドン                                                          | 6,000 (葬儀) 500,000 (葬送)     | 350,000,000                   |
| ヘンドリック・フルウールトの国葬                                                            | 1966年9月10日               | 南アフリカ共和国 プレトリア                                                             | 250,000                         |                               |
| ウスマーン・アリー・ハーンの葬儀                                                            | 1967年2月25日               | インド アーンドラ・プラデーシュ州ハイデラバード                                         | 800,000                         |                               |
| マーティン・ルーサー・キング・ジュニアの葬儀                                                | 1968年4月9日                | アメリカ合衆国 ジョージア州アトランタ                                                   | 300,000                         | 120,000,000                   |
| C・N・アナドゥライの葬儀                                                                    | 1969年2月3日                | インド タミル・ナードゥ州チェンナイ                                                     | 報道によると1500万              |                               |
| ホー・チ・ミンの国葬                                                                        | 1969年9月9日                | 北ベトナム ハノイ                                                                       | 250,000                         |                               |
| ガマール・アブドゥル＝ナーセルの国葬                                                        | 1970年10月1日               | エジプト カイロ                                                                         | 数百万                          |                               |
| フアン・ペロンの国葬                                                                        | 1974年7月2日-4日            | アルゼンチン ブエノスアイレス                                                           | 1,135,000+                      |                               |
| ウム・クルスームの葬儀                                                                      | 1975年2月3日                | エジプト カイロ                                                                         | 数百万                          |                               |
| 蔣介石の国葬                                                                                | 1975年4月10日-16日          | 台湾台北                                                                                | 2,500,000+                      |                               |
| フランシスコ・フランコの国葬                                                                | 1975年11月22日-23日         | スペイン マドリード                                                                     | 300,000–500,000                 |                               |
| 毛沢東の国葬                                                                                | 1976年9月9日-18日           | 中国 北京市                                                                             | 1,000,000+                      |                               |
| エルヴィス・プレスリーの葬儀                                                                | 1977年8月16日-18日          | アメリカ合衆国 テネシー州メンフィス                                                     | 75,000                          |                               |
| サー・ロバート・メンジーズの国葬                                                            | 1978年11月19日              | オーストラリア ビクトリア州メルボルン                                                   | ~100,000                        |                               |
| 朴正煕の国葬                                                                                | 1979年11月1日               | 韓国 ソウル                                                                             | ~2,000,000                      |                               |
| ジョン・レノンの死                                                                          | 1980年12月8日               | アメリカ合衆国 ニューヨーク                                                             | 50,000+                         |                               |
| ボビー・サンズの葬儀                                                                        | 1981年5月7日                | イギリス 北アイルランド ベルファスト                                                    | 100,000+                        |                               |
| ボブ・マーリーの国葬                                                                        | 1981年5月21日               | ジャマイカ キングストン                                                                 | ~100,000                        |                               |
| ジアウル・ラフマンの国葬                                                                    | 1981年6月2日                | バングラデシュ ダッカ                                                                   | ~2,000,000                      |                               |
| ベニグノ・アキノ・ジュニアの葬儀                                                            | 1983年8月31日               | フィリピン メトロ・マニラ                                                               | 2,000,000+                      |                               |
| エンリコ・ベルリンゲルの葬儀                                                                | 1984年6月13日               | イタリア ローマ                                                                         | 1,000,000+                      |                               |
| ムハンマド・ジア＝ウル＝ハクの国葬                                                          | 1988年8月19日               | パキスタン イスラマバード                                                               | ~1,000,000                      |                               |
| 昭和天皇の葬儀（大喪の礼）                                                                  | 1989年2月24日               | 日本 東京都                                                                             | 250,000+                        |                               |
| ルーホッラー・ホメイニーの国葬                                                              | 1989年6月4日-5日            | イラン テヘラン ホメイニー廟                                                            | 数百万                          |                               |
| ナジ・イムレの再埋葬                                                                        | 1989年6月16日               | ハンガリー ブダペスト                                                                   | 150–250,000                     |                               |
| リチャード・ニクソンの国葬                                                                  | 1994年4月26日-27日          | アメリカ合衆国 カリフォルニア州ヨーバリンダ リチャード・ニクソン大統領図書館&博物館     | 54,000+                         | 28,300,000                    |
| アイルトン・セナの葬儀                                                                      | 1994年5月4日                | ブラジル サンパウロ                                                                     | 3,000,000+                      | 数億 (ブラジル)               |
| 金日成の国葬                                                                                | 1994年7月17日               | 北朝鮮 平壌                                                                             | 2,000,000                       |                               |
| ヤヒヤ・アヤシュの葬儀                                                                      | 1996年1月6日                | パレスチナ ガザ                                                                         | 100,000+                        |                               |
| ダイアナの葬儀                                                                              | 1997年9月6日                | イギリス イングランド ロンドンとノーサンプトンシャー州オールソープ                      | 1,000,000+                      | 2,500,000,000                 |
| マザー・テレサの国葬                                                                        | 1997年9月13日               | インド 西ベンガル州コルカタ                                                             | 1,000,000                       | 数百万                        |
| hideの葬儀                                                                                  | 1998年5月7日                | 日本 東京                                                                               | 50,000                          |                               |
| フセイン1世の国葬                                                                           | 1999年2月8日                | ヨルダン アンマン                                                                       | ~800,000                        |                               |
| ピエール・トルドーの国葬                                                                    | 2000年10月3日               | カナダ ケベック州モントリオール                                                         | 数千                            |                               |
| エリザベス王太后の葬儀                                                                      | 2002年4月9日                | イギリス イングランド ロンドン                                                          | 1,000,000+                      |                               |
| ヘイダル・アリエフの国葬                                                                    | 2003年12月15日              | アゼルバイジャン バクー                                                                 | 250,000                         |                               |
| ロナルド・レーガンの国葬                                                                    | 2004年6月7日                | アメリカ合衆国 カリフォルニア州シミバレーとワシントンD.C.                               | 104,684                         | 35,700,000                    |
| 教皇ヨハネ・パウロ2世の葬儀                                                                 | 2005年4月8日                | バチカン イタリア ローマ                                                                | 4,000,000                       | 2,000,000,000                 |
| ジェラルド・R・フォードの国葬                                                               | 2006年12月30日-2007年1月3日 | アメリカ合衆国 ワシントンD.C.とミシガン州グランドラピッズ                               | 3,700                           | 15,000,000                    |
| フラント・ディンクの葬儀                                                                    | 2007年1月23日               | トルコ イスタンブール                                                                   | 200,000+                        |                               |
| ボリス・エリツィンの葬儀                                                                    | 2007年4月25日               | ロシア モスクワ                                                                         | 20,000+                         |                               |
| マイケル・ジャクソンの追悼式                                                                | 2009年7月7日                | アメリカ合衆国 カリフォルニア州ロサンゼルス                                             | 17,500                          | 3,000,000,000                 |
| コラソン・アキノの葬儀                                                                      | 2009年8月1日-5日            | フィリピン メトロ・マニラ                                                               | ~122,000                        |                               |
| セルビア総主教パヴレの国葬                                                                  | 2009年11月19日              | セルビア ベオグラード ラコビカ修道院                                                    | 500,000+                        |                               |
| オットー・フォン・ハプスブルクの葬儀                                                        | 2011年7月16日               | オーストリア ウィーン                                                                   | ~101,000                        | 413,000–557,000               |
| ブーペン・ハザリカの葬儀                                                                    | 2011年11月9日               | インド アッサム州グワーハーティー                                                       | 600,000+                        |                               |
| 金正日の国葬                                                                                | 2011年12月28日              | 北朝鮮 平壌                                                                             | 200,000                         |                               |
| 教皇シェヌーダ3世の葬儀                                                                     | 2012年3月20日               | エジプト カイロ                                                                         | 数百万                          |                               |
| バル・タッケライの国葬                                                                      | 2012年11月18日-19日         | インド マハーラーシュトラ州ムンバイ シバジ・パーク                                      | 1,000,000–2,000,000             |                               |
| ウゴ・チャベスの国葬                                                                        | 2013年3月6日-8日            | ベネズエラ カラカス                                                                     | 1,000,000–3,000,000             |                               |
| マーガレット・サッチャーの葬儀                                                              | 2013年4月17日               | イギリス イングランド ロンドン                                                          | 数千                            | >4,000,000                    |
| オバディア・ヨセフの葬儀                                                                    | 2013年10月7日               | イスラエル エルサレム                                                                   | 450,000–850,000                 |                               |
| ヴォー・グエン・ザップの国葬                                                                | 2013年10月12日-13日         | ベトナム ハノイ                                                                         | 数百万                          |                               |
| ネルソン・マンデラの追悼行事                                                                | 2013年12月10日-15日         | 南アフリカ共和国 ヨハネスブルグ、プレトリア、クヌ                                       | 数千                            | 数百万 (国葬)                 |
| リー・クアンユーの国葬                                                                      | 2015年3月23日-29日          | シンガポール                                                                            | 100,000 (葬列)                  |                               |
| モハメド・アリの追悼式                                                                      | 2016年6月10日               | アメリカ合衆国 ケンタッキー州ルイビル                                                   | ~100,000 (葬列) 15,000 (追悼式) | 1,000,000,000                 |
| ブルハン・ワニの葬儀                                                                        | 2016年7月8日                | インド ジャンムー・カシミール州プルワマ                                                 | 約20万                          |                               |
| フアン・ガブリエルの葬儀                                                                    | 2016年9月4日-5日            | メキシコ チワワ州シウダー・フアレスとメキシコシティ                                     | 500,000–1,000,000               |                               |
| アクバル・ハーシェミー・ラフサンジャーニーの国葬                                            | 2017年1月9日-11日           | イラン テヘラン                                                                         | 330,000–2,500,000               |                               |
| ラーマ9世の葬儀                                                                             | 2017年10月26日              | タイ バンコク                                                                           | 数千                            | 数百万                        |
| ジョニー・アリディの葬儀                                                                    | 2017年12月9日               | フランス パリ                                                                           | 1,000,000                       | 15,000,000                    |
| シュリデヴィの葬儀                                                                          | 2018年2月26日               | インド マハーラーシュトラ州ムンバイ                                                     | 百万近く                        |                               |
| アクタル・ラザ・カーンの葬儀                                                                | 2018年7月20日               | インド ウッタル・プラデーシュ州バレーリー                                               | 数百万                          |                               |
| M・カルナーニディの葬儀                                                                     | 2018年8月7日                | インド タミル・ナードゥ州チェンナイ                                                     | 数百万                          |                               |
| ジョージ・H・W・ブッシュの国葬                                                              | 2018年12月3日-6日           | アメリカ合衆国 ワシントンD.C.とテキサス州ヒューストン、スプリング、カレッジステーション | 1,000                           | 17,500,000                    |
| イスロエル・アヴロホム・ポルトガルの葬儀                                                    | 2019年4月2日                | アメリカ合衆国 ニューヨーク州ニューヨーク市ブルックリン区                               | 100,000+                        |                               |
| ガーセム・ソレイマーニーの葬儀                                                              | 2020年1月4日                | イラク バグダードとカッドヒミヤ                                                         | 数百万                          |                               |
| ガーセム・ソレイマーニーの葬儀                                                              | 2020年1月5日                | イラン アフヴァーズとマシュハド                                                         | 数百万                          |                               |
| ガーセム・ソレイマーニーの葬儀                                                              | 2020年1月6日                | イラン テヘランとゴム                                                                   | 数百万                          |                               |
| ガーセム・ソレイマーニーの葬儀                                                              | 2020年1月7日                | イラン ケルマーン                                                                       | 数百万                          |                               |
| Maulana Zubayer Ahmad Ansariの葬儀                                                          | 2020年4月18日               | バングラデシュ ブラーマンバーリア                                                       | 100,000+                        |                               |
| ルース・ベイダー・ギンズバーグの国葬                                                        | 2020年9月25日               | アメリカ合衆国 ワシントンD.C.                                                           |                                 |                               |
| カディム・フセイン・リズヴィの葬儀                                                          | 2020年11月21日              | パキスタン ラホール                                                                     | 200,000                         |                               |
| ディエゴ・マラドーナの葬儀                                                                  | 2020年11月26日              | アルゼンチン ブエノスアイレス                                                           | 1,000,000+                      |                               |
| ハンク・アーロンの葬儀                                                                      | 2021年1月28日               | アメリカ合衆国 アトランタ                                                               | 20,000+                         |                               |
| ワリ・ラフマーニの葬儀                                                                      | 2021年4月4日                | インド ムンゲール                                                                       | 200,000-500,000                 |                               |
| ラタ・マンゲシュカルの葬儀                                                                  | 2022年2月6日                | インド ムンバイ                                                                         | 1,000                           |                               |
| チャイム・カニエフスキーの葬儀                                                              | 2022年3月20日               | イスラエル ブネイ・ブラク                                                               | 350,000+-750,000                |                               |
| シドゥ・ムース・ワラの葬儀                                                                  | 2021年6月8日                | インド マンサ                                                                           | 800,000+                        |                               |
| ミハイル・ゴルバチョフの葬儀                                                                | 2022年9月3日                | ロシア モスクワ                                                                         |                                 |                               |
| エリザベス2世の葬儀                                                                         | 2022年9月19日               | イギリス イングランド ロンドン                                                          | 250,000+                        |                               |
| 安倍晋三の国葬                                                                              | 2022年9月27日               | 日本 東京                                                                               | 23,000+                         |                               |
| 江沢民の葬儀                                                                                | 2022年12月6日               | 中華人民共和国 北京                                                                     | 50,000+                         |                               |
| ペレの葬儀                                                                                  | 2023年1月3日                | ブラジル サントス                                                                       | 250,000+                        |                               |
| ベネディクト16世の葬儀                                                                      | 2023年1月5日                | バチカン バチカン市国                                                                   | 195,000+                        |                               |
| シルヴィオ・ベルルスコーニの国葬                                                            | 2023年6月14日               | イタリア ミラノ                                                                         |                                 |                               |
| グエン・フー・チョンの国葬                                                                  | 2024年7月25日               | ベトナム ハノイ                                                                         | 252,000+                        |                               |